# Höverö
Höverö är en herrgård i Grolanda socken i Falköpings kommun i Västergötland.
Höverö säteri bedriver i dag ranchdrift med 225 kor plus rekrytering. I dagarna har även försök inletts med ett vildmarkscentrum, till exempel med dovhjort i hägn. Egendomen omfattar 615 hektar varav 398 hektar är produktiv skogsmark och resten är betes- och åkermark.

## Historia
Höverö säteri har en lång och intressant historia. Corps de logit är byggt 1802 och omfattar 690 m². Ägarlängden går tillbaka till 1290-talet då väpnare Åbjörnsson har ägt egendomen. Efter det har många kända adelssläkter som Sparre och Creutz ägt egendomen innan den på 1752 övergick till att bli fideikommiss instiftat av adelssläkten Fock. Fideikommisset upphörde 1969 då den siste fideikommissarien majoren Hans Henrik Fock avled.